# Papilio maraho
Papilio maraho là một loài bướm thuộc họ Papilionidae. Nó là loài đặc hữu của Đài Loan.

## Hình ảnh

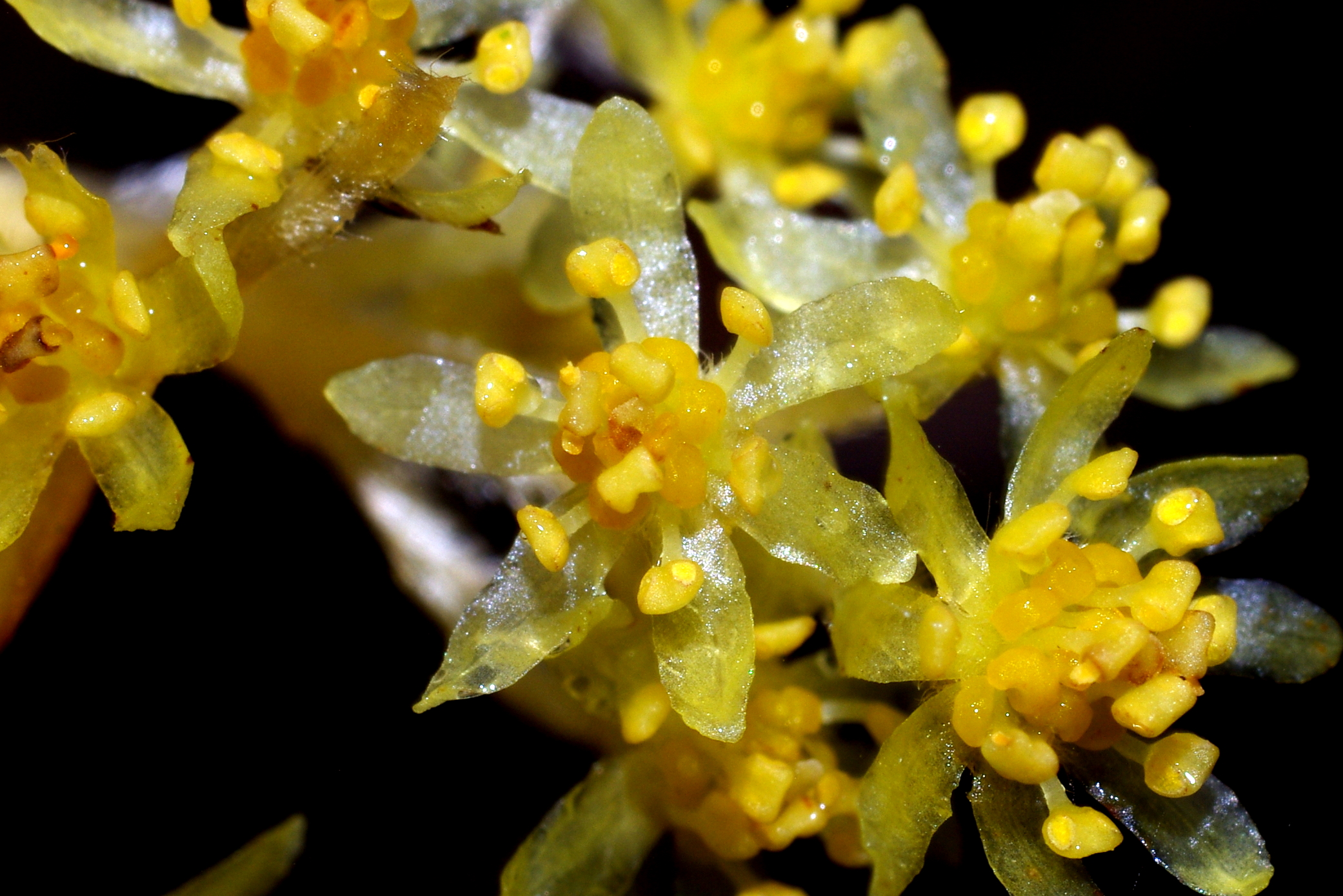